# Open the Door (Album)
Open the Door (deutsch: Öffne(n Sie) die Tür) ist das dritte Studioalbum des britischen Pop-/Rockmusikers Roger Hodgson, dem einstigen Gründungsmitglied der britischen Band Supertramp. Dreizehn Jahre nach dem Vorgänger-Studioalbum „Hai Hai“ und drei Jahre nach dem Livealbum „Rites of Passage“ erschien es im Jahr 2000. Es wird oftmals als Hodgsons bis dahin reifstes Soloalbum bezeichnet und verkaufte sich recht gut in Frankreich und in der Schweiz – sonst schleppend.

## Beschreibung
Für die Aufnahmen zum Album „Open the Door“ lud Hodgson über 30 Musiker ein, darunter Dan Ar Braz, Gerry Conway, Trevor Rabin, Alan Simon und Didier Lockwood und zudem den Chor Bulgarian Voices „Philippopolis“, das bei zehn Songs mitwirkende Symphonie Orchester Prag und einen Kinderchor.
Auch die Verwendung vieler für die Pop- und Rockmusik eher ungewöhnliche Musikinstrumente, wie Dudelsäcke, Bouzouki, Bodhrán, Drehleier, Oud und Rebec, mit Anklängen an Weltmusik trägt, zur Vielfalt der Platte bei und zeigt Hodgsons musikalische Weiterentwicklung. Zudem sind in zwei Liedern ein paar Samples zu hören.
Das Album „Open the Door“ bringt Rogers kompositorische Stärke zum Ausdruck. Von vielen Kritikern als sein reifstes Solowerk bezeichnet bietet es eine gelungene Fortsetzung der Supertramp-Musik der 1970er- und frühen 1980er-Jahre. Bei guter Klangqualität enthält es eine Mischung aus ins Ohr gehenden Melodien mit abwechslungsreicher Instrumentierung und aufwendigen bzw. anspruchsvollen Kompositionen. Alle Lieder, außer „For Every Man“, das Roger Hodgson mit dem Co-Produzenten Alan Simon schrieb, wurden von Hodgson komponiert, getextet und per Hauptstimme gesungen.
Das Album ist in Form einer Endlosschleife gestaltet. Man hört ganz am Anfang einen Morsecode, in dem der Albumtitel „Open the Door“ mehrere Male telegrafiert wird. Dieser Morsecode wiederholt sich auch am Ende beim Verklingen des letzten Liedes.
Die Platte beginnt mit dem Lied „Along Came Mary“, in dessen Anfangsteil als Sample eingefügt die 14-jährige Prinzessin Elizabeth (später: Königin Elisabeth II. von Großbritannien und Nordirland) zu hören ist, als sie am 13. Oktober 1940 in einer Folge der BBC-Radiosendung Children’s Hour ihre erste Rede hielt. Sie wandte sich an im Zweiten Weltkrieg evakuierte Kinder Großbritanniens und des Commonwealth. Eingefügt sind Auszüge vom Schlussteil dieser Rede, in der sie sich mit ihrer damals 10-jährigen Schwester, Prinzessin Margaret, von den Zuhörern verabschiedet: „I can truthfully say to you all that we children at home are full of cheerfulness and courage. We are trying to do all we can to help our gallant sailors, soldiers and airmen, … . And when peace comes, remember it will be for us, the children of today, to make the world of tomorrow a better and happier place. My sister is by my side and we are both going to say goodnight to you. Come on, Margaret.“ „Goodnight, children.“ „Goodnight, and good luck to you all.“
Der übernächste Song ist „Showdown“, das erstmals auf dem 1997 veröffentlichten Livealbum „Rites of Passage“ erschien und die einzige Liedneuauflage auf dem Studioalbum ist. Im Mittelteil des mit treibendem Beat überarbeiteten Werks sind in Sampleform im Hintergrund zuerst Auszüge der Rede von Ronald Reagan zu hören, die er am 20. Januar 1981 zu seiner Amtseinführung als 40. Präsident der Vereinigten Staaten vor dem Weißen Haus in Washington, D.C. hielt. Dabei sagte er unter anderem: „(In this present crisis,) government is not the solution to our problem; government is the problem“, was zum Teil des Songs wurde. Zudem sind vor diesen Redeauszügen „Good Evening“ und anschließend „Thank You“ und „I Believe Our Children“ eingefügt. Etwas später sind ebenfalls im Hintergrund Teile der Rede des US-amerikanischen Politikers, Bürgerrechtlers und Baptistenpastors Jesse Jackson zu hören, die er als Präsidentschaftskandidat am 18. Juli 1984 auf der Democratic National Convention, einem Nominierungsparteitag der Demokratischen Partei der USA, im Moscone Center in San Francisco (Kalifornien) hielt. Dabei sagte er unter anderem: „If, in my high moments, I have done some good, offered some service, shed some light, healed some wounds, rekindled some hope, or stirred someone from apathy and indifference, …, then this campaign has not been in vain.“, was zum Teil des Lieds wurde.
Nach dem als Single erschienenen „Hungry“ folgen das traurige „The Garden“ und das großartig inszenierte und von orientalischen Einflüssen durchsetzte „Death and a Zoo“. Als Liebesballade schließt sich „Love Is a Thousand Times“ an. Zwei Songs weiter befindet sich das Titellied „Open the Door“, das mit fast 9 Minuten längstes Werk des Albums ist und zudem als Single ausgekoppelt wurde. Den gefühlvollen Abschluss der Platte bietet das mit Alan Simon geschriebene und von akustischer Gitarre durchsetzte „For Every Man“.
Hodgson ging nach der Veröffentlichung von „Open the Door“ nicht auf Tournee. Erst seit 2002 gibt er immer wieder Konzerte mit vielen seiner Supertramp-Klassiker und Solo-Werke. Während 2006 die Live-DVD „Take the Long Way Home – Live in Montreal“ erschien, ist ein neues Studioalbum nicht in Sicht.

## Liedliste
Das Album „Open the Door“ enthält 10 Lieder. Die folgend angegebenen Längen beziehen sich auf eine CD-Version („EPC 4977392“) der Platte, die 52:02 Minuten lang ist. Alle Lieder, außer jenem mit entsprechender Anmerkung, wurden von Hodgson geschrieben.
1. Along Came Mary – 6:24
2. The More I Look – 4:57
3. Showdown – 5:20
4. Hungry – 4:27
5. The Garden – 2:16
6. Death and a Zoo – 7:32
7. Love is a Thousand Times – 3:30
8. Say Goodbye – 3:57
9. Open the Door – 8:55
10. For Every Man – 4:44 – (Hodgson/Simon)

## Charts
Album:
Das Album „Open the Door“ verkaufte sich recht gut in Frankreich, wo es in die Top 30 der Album-Charts kam, und in der Schweiz, wo es in die Top 40 dieser Hitliste stieg. In Deutschland kam es in die Top 80 der Album-Charts.
Singles:
Als Single erschien das Lied „Open the Door“, das als Auskopplung auch „Hungry“ und das sonst unveröffentlichte „Danielle“ enthält (Epic 669580 2). Zudem wurde als Single der Song „Hungry“ mit „Showdown“ als weiteres Lied veröffentlicht (Epic 669215 2). Beide erreichten keine nennenswerten Chartplatzierungen.

## Besetzung
Die im Album „Open the Door“ agierenden Musiker sind – in alphabetischer Reihenfolge und mit Liednummern in „()“:
- Roger Hodgson – Bassgitarre (8), Cembalo (8), Gitarren (3–4, 6, 10), 12-saitige Gitarre (1–2, 7), Harmonium (5), Keyboards (1–4, 6, 9), Klavier (6), Orgel (8–9), Gesang

Gastmusiker:
- Denis Benarrosh – Perkussion (1, 3–7, 9–10)
- Dan Ar Braz – Arpeggio-Gitarre (10)
- Pavel Belohlavek – Cello (6)
- Marco Canepa – Morsecode (1, 10)
- Gerry Conway – Perkussion (1, 6), Schlagzeug (8)
- Manuel Delgado – Spanische Gitarre (9), Palmas (9)
- Arnaud Dunoyer – Hammond-Orgel (1, 7, 9–10)
- Michel Gaucher – Flöte (9)
- Gurvan Houdayer – Schottisches Schlagzeug (1)
- Bruno Le Rouzic – Sackpfeife (1)
- Didier Lockwood – Violine (3, 6, 8–9)
- Pascal Martin – Uilleann Pipes (irischer Dudelsack; 1, 6)
- Jean Pierre Meneghin – Schottisches Schlagzeug (1)
- Jean Jacques Milteau – Mundharmonika (3)
- Christophe Negre – Saxophon (1, 4, 10)
- Jeff Phillips – Schlagzeug (6)
- Loïc Ponthieu – Schlagzeug (1–5, 7, 9–10), Wavedrum (9)
- Trevor Rabin – E-Gitarre (2), Keyboards (2), Hintergrundgesang (2)
- Dominique Regef – Rebec (5), Drehleier (6)
- Jean Louis Roques – Akkordeon (1, 7, 10)
- Olivier Rousseau – Klavier (1–3)
- Zdenek Rys – Oboe (6)
- Claude Samard – Banjo (3), Bouzouki (6–7), Oud (9), Pedal-Steel-Gitarre (7), Slide-Gitarre (Dobro; 3–4)
- Alan Simon – Bodhrán (6), schottische High Whistle (1, 6), Mundharmonika (9)
- Alan Thomson – Bassgitarre (6)
- Laurent Vernerey – Bassgitarre (1–5, 7, 9–10)

Kinderchor:
- Justine Black, Sierrah Dietz, Molly Katwman und Ilana Russell (10)

Orchester und Gesangsgruppe:
- Bulgarian Voices „Philippopolis“ – Leitung: Hristo Arabadjiev (8–9)
- Symphonie Orchester Prag – Leitung: Mario Klemens; Ingenieur: Juraj Durovic (1–2, 5–6, 8–10)

Samples:
- Prinzessin Elizabeth (später: Königin Elisabeth II. von Großbritannien und Nordirland) – Rede von 1940 (1)
- Jesse Jackson (US-amerikanischer Politiker, Bürgerrechtler und Baptistenpastor) – Rede von 1984 (3)
- Ronald Reagan (Ex-US-Präsident) – Rede von 1981 (3)
- „Sevik the wolf“ (6)

## Aufnahme und Produktion
Das Album „Open the Door“ wurde von 1998 bis 2000 in diesen Tonstudios aufgenommen und gemischt: Die Tonaufnahmen fanden im Arpege Studio in Les Sorinières (Frankreich) und in Hodgsons Unicorn Studio in Nevada City (Kalifornien, USA) statt. Die Streicherpassagen wurden im Barrandov Studio in Prag (Tschechien) aufgenommen. Die Abmischung wurde im Mulinetti Studio in Recco (Italien) und das Mastering im Dyam Studio in Paris (Frankreich) durchgeführt.
- Produzenten: Roger Hodgson, Alan Simon
- Toningenieur: Eric Chauviere (Arpege Studio)
- Toningenieur: Ken Allardyce (Unicorn Studio)
- Toningenieur-Assistent: Tony Shepherd (Unicorn Studio)
- Toningenieur: Juraj Durovic (Barrandov Studio)
- Abmischungs-Toningenieur: Marco Canepa (Mulinetti Studio)
- Pro-Tools-Ingenieur: Alberto Parodi (Mulinetti Studio)
- Mastering-Ingenieur: Raphael Jonin (Dyam Studio)
- Projekt-Koordinator: Danijeìa Bogdanovic
- Cover-Gestaltung: Human Do Design
- Cover-Innengestaltung: Mark Chaubaron
- Photographien: Mark Ribes